# Vagif Mustafazadeh
Vagif Mustafazadeh (Baku, 16 marzo 1940 – Tashkent, 16 dicembre 1979) è stato un compositore e pianista azero, fondatore dello stile jazz-mugham. Venne onorato come artista dell'Azerbaigian SSR (1979) ed è il padre di Aziza Mustafazadeh, nota come "La principessa del jazz".

## Biografia
Nacque il 16 marzo 1940 nel quartiere storico di Icheri Sheher, a Baku, e crebbe con la madre dopo la morte del padre. Il suo nome fu scelto dal famoso poeta Samed Vurgun, su richiesta di sua madre, che era un'insegnante di pianoforte in una scuola di musica locale e ebbe un ruolo molto influente e incommensurabile nel suo successo.
I divieti musicali degli anni 40 e 50, durante l'era stalinista, resero illegale suonare jazz in URSS, incluso l'Azerbaigian. Non essendoci alcuna possibilità di reperire dischi jazz, studiò i brani jazz tramite i film in cui ascoltava musica e dalla radio della BBC, e cantando Meykhana, una poesia ritmica, anch'essa vietata in quel periodo.
Si laureò nel 1963 presso il College di Musica "Asaf Zeynalli" di Baku. Iniziò la sua carriera come insegnante di musica in una scuola locale, esibendosi parallelamente nei club della capitale, dove ottenne una prima notorietà. I suoi principali riferimenti stilistici erano il jazz classico, il blues e la canzone popolare, spesso rielaborata in chiave giocosa.
Nel 1964 iniziò a dirigere vari ensemble: il gruppo "Orero", i complessi vocali femminili "Leyli" e "Sevil", e successivamente l'ensemble strumentale "Mugham". Con queste formazioni partecipò a numerosi concorsi jazz internazionali, riportando importanti riconoscimenti, tra cui il Tallinn-66, il festival di Tbilisi nel 1978 e quello di Monte Carlo.
Nel 1965 fondò il trio "Caucaso" presso la Filarmonica Statale della Georgia. Fu una delle prime formazioni a sperimentare l’integrazione tra mugham e jazz, dando vita a uno stile innovativo che divenne il tratto distintivo di Mustafazadeh.
Nel 1970 diede vita al quartetto vocale "Leyli", proseguendo il percorso di fusione tra musica tradizionale e jazz. Il gruppo venne accolto con entusiasmo a livello nazionale, consolidando la fama del musicista come figura centrale nella scena musicale azera.
Tra il 1971 e il 1977 diresse il complesso "Sevil", che univa voci femminili e strumenti in una nuova forma di espressione musicale. Con questa formazione contribuì alla diffusione del jazz mugham non solo in Azerbaigian ma anche nelle altre repubbliche sovietiche. Nel 1977 fondò l’ensemble "Mugham", con il quale raggiunse la piena maturità artistica e il riconoscimento internazionale, partecipando a festival europei e ottenendo vari premi.
Nel 1978 prese parte all'ottavo Festival Internazionale di Jazz di Monaco, dove vinse il primo premio con la composizione In attesa di Aziza, dedicata alla figlia. Lo stesso anno si aggiudicò il prestigioso festival jazz di Tbilisi. L’anno successivo tornò a esibirsi a Monaco, in un’edizione del festival che prevedeva l'anonimato degli autori e delle nazioni partecipanti. Al termine della competizione, tra centinaia di concorrenti, fu riconosciuto come rappresentante dell’Azerbaigian e gli fu conferito il "White Royal Award".

Nel corso della sua carriera compose numerose opere, tra cui un concerto per pianoforte e orchestra sinfonica, e la sinfonia Mugham, rimasta incompiuta. Le sue composizioni si caratterizzano per l’inserimento di elementi jazzistici nella musica folk azera, nonché per le raffinate improvvisazioni ispirate al mugham, dando vita a un linguaggio musicale originale.

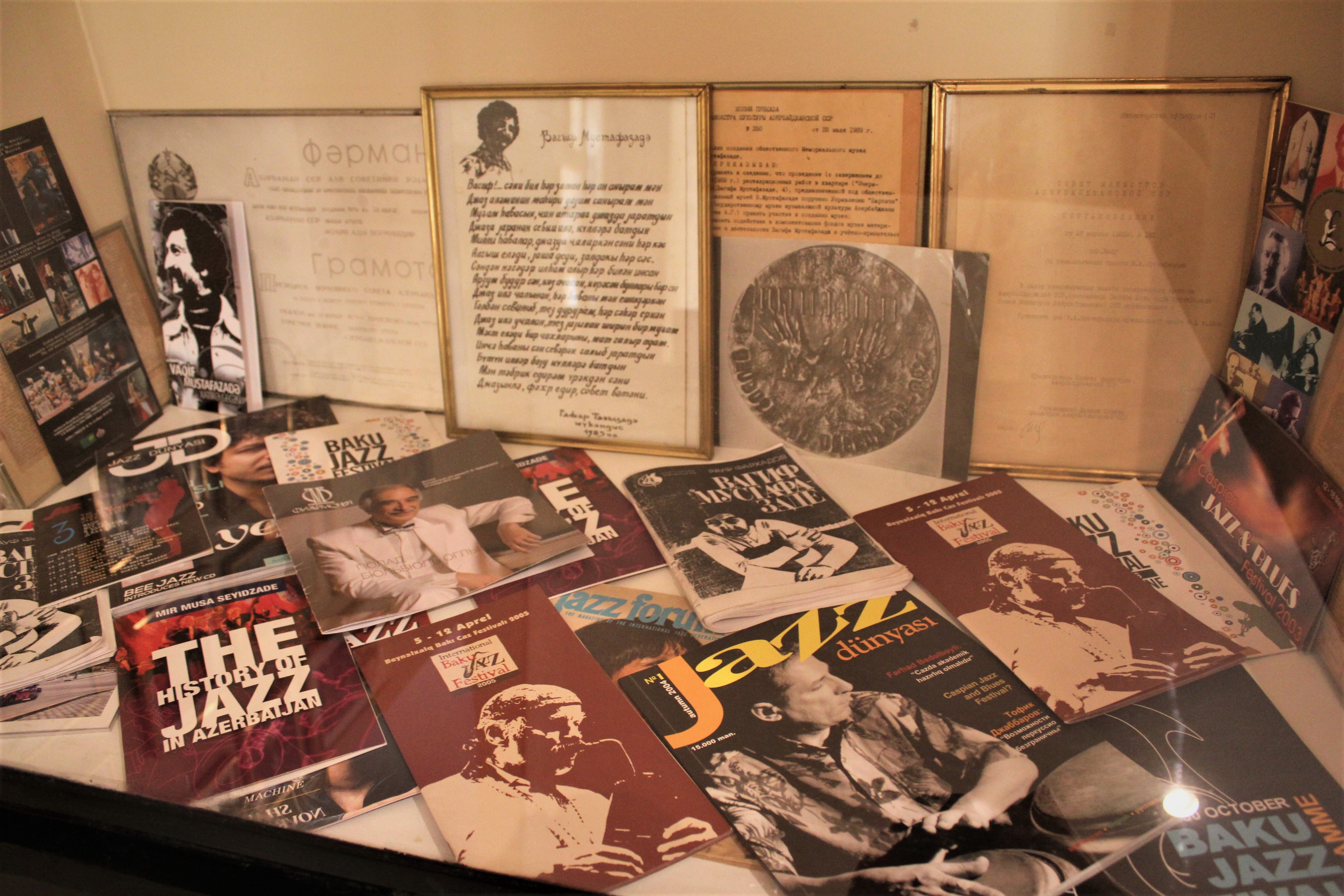
Masterpisces

Nel 1979 ricevette il titolo di Artista Onorato della Repubblica dell’Azerbaigian, in riconoscimento del suo contributo alla cultura musicale nazionale. Dopo la sua morte, avvenuta il 16 dicembre 1979 per un infarto durante una tournée a Tashkent, fu sepolto a Baku. Nel 1982 gli venne conferito postumo il Premio di Stato dell’Azerbaigian.
Il suo lascito musicale continua a vivere anche attraverso l’opera della figlia, Aziza Mustafa Zadeh, affermata pianista e cantante jazz, che ha proseguito il percorso artistico tracciato dal padre, mentre la moglie Eliza Mustafazadeh, è stata la prima donna in Azerbaigian a cantare in stile jazz-mugham professionalmente.

## Stile
Fondò la musica jazz azera e una nuova idea di jazz il cui motto era "jazz-Mugham", una sintesi di musica azera "Mugham" e il tipico jazz americano. Fu l'architetto del Movimento Jazz Azerbaigian.

## Memoria
È stato realizzato un documentario su Vagif: La legenda del Jazz - Vagif Mustafazadeh.